# Peter Hamm
Peter Hamm, född 27 februari 1937 i München, död 22 juli 2019 i Tutzing i Bayern, var en tysk poet, essäist och kritiker.

## Liv och verk
Peter Hamm föddes i München. 1940 dog hans mor. Från treårsåldern blev han därför omhändertagen av sina morföräldrar i den sydtyska staden Weingarten i Baden-Württemberg.
1954, blott 17 år gammal, fick han sina första dikter publicerade, i den ansedda, tyska litteraturtidskriften Akzente, senare även i kulturbilagan till Frankfurter Allgemeine Zeitung och i olika antologier. 1958 debuterade han i bokform med Sieben Gedichte. 1962 svarade han tillsammans med Friedrich Ege och Nelly Sachs för en tysk tolkningsvolym av den svenske poeten Artur Lundkvist. Sedan 1964 har han varit kulturredaktör vid Bayerischer Rundfunk.
Hamm är vice ordförande i Deutsche Akademie für Sprache und Dichtung, vilken han tillhört sedan 1991. Denna akademi ansvarar bland annat för det årliga utdelandet av Tysklands viktigaste litteraturpris, Georg Büchner-priset. Vidare är Hamm medlem av tyska P.E.N. och har länge suttit med i juryn för det internationella litteraturpriset Petrarca-Preis.
Sedan många år är Peter Hamm känd för en bredare tyskspråkig publik som litterär kritiker i ett schweiziskt månadsmagasin för tv kallat Literaturclub. Han har även gjort en mängd litterära dokumentärer och författarporträtt för tv genom åren, exempelvis om Ingeborg Bachmann och Peter Handke. 1978 belönades Hamm med det tyska tv-priset Adolf-Grimme-Preis.  
Sedan mitten av 1980-talet lever Peter Hamm tillsammans med skådespelerskan och läkaren Marianne Koch. De bor i Tutzing på västra stranden av Starnberger See.

## Verkförteckning (urval)

### Diktsamlingar
- Sieben Gedichte (Stierstadt: Verlag Eremiten Presse, 1958)
- Der Balken (Hanser Verlage, 1981)
- Welches Tier gehört zu Dir?: eine poetische Arche Noah (Hanser Verlage, 1984)
- Die verschwindende Welt (Hanser Verlage, 1985)
- Den Traum bewahren. Gedichte und Essays (Verlag Robert Gessler, 1989, 1997)

### Essäsamlingar
- Kritik, von wem/für wen/wie (C. Hanser, 1968)
- Der Wille zur Ohnmacht (Hanser Verlage, 1992)
- Aus der Gegengeschichte: Lobreden und andere Liebeserklärungen (Hanser Verlage, 1997)
- Die Kunst des Unmöglichen oder: Jedes Ding hat (mindestens) drei Seiten. Aufsätze zur Literatur (Hanser Verlage, 2007)
- Dort wäre ich gerne geblieben. Om Hermann Lenz och hans Stuttgart. (Warmbronn: Verlag Ulrich Keicher, 2007)
- Pessoas Traum oder "Sei vielgestaltig wie das Weltall!" (Hanser Verlage, 2012)

### Samtal
- Es leben die Illusionen. Samtal med Peter Handke (Göttingen: Wallstein Verlag, 2006)
- „Sind Sie gern böse?" Ett nattligt samtal med Thomas Bernhard hemma hos Bernhard i Ohlsdorf 1977 (Berlin: Suhrkamp, 2011)